# Långvåg

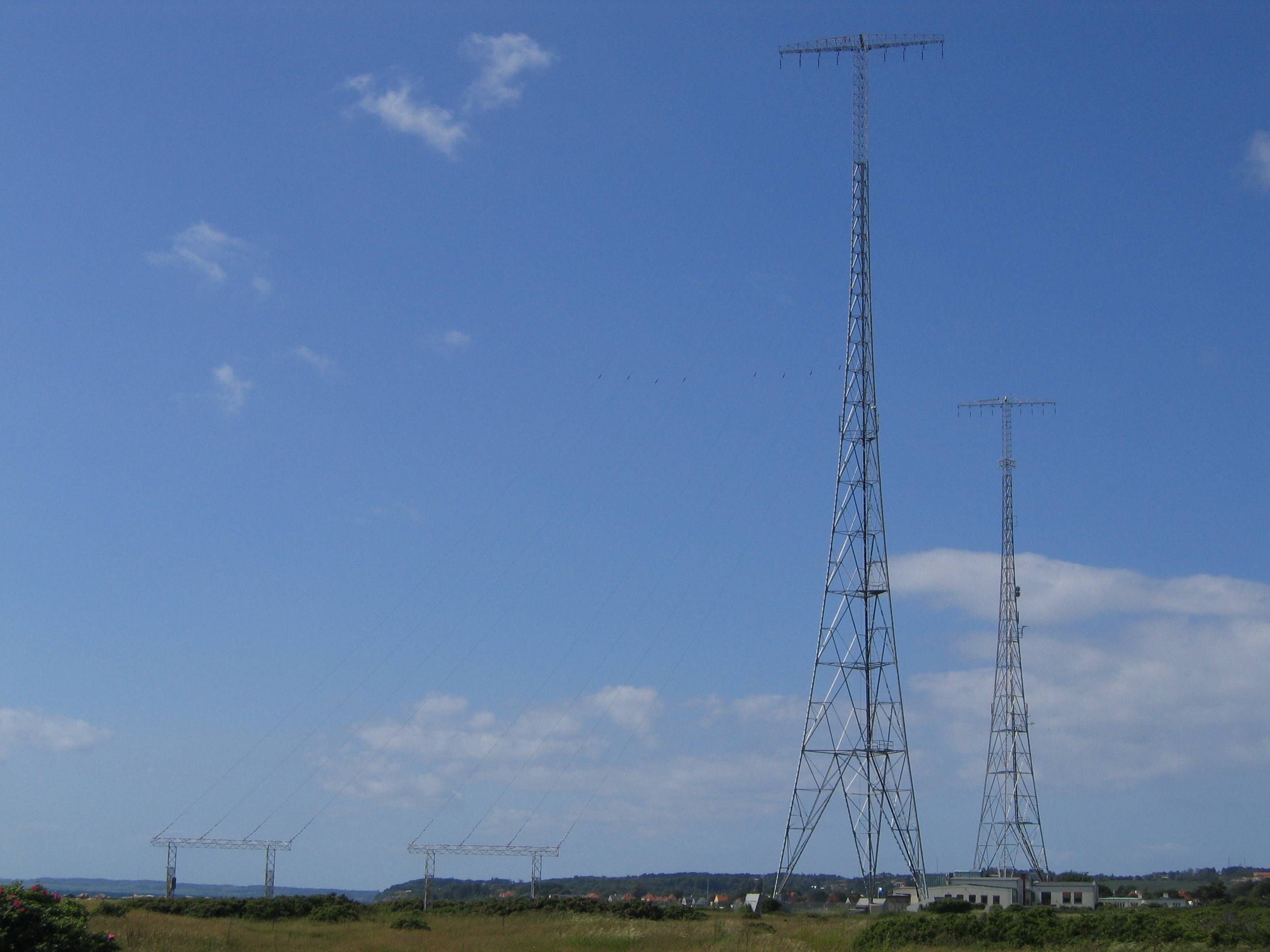
Kalundborgs radiostations antenner.

Långvåg (LV) i betydelsen Low Frequency (LF) är radiovågor med frekvenser mellan 30 och 300 kHz, det vill säga våglängder mellan en kilometer (300 kHz) och tio kilometer (30 kHz).
När det gäller rundradio avser man med långvåg frekvensbandet 153–279 kHz. Sedan Motala långvågsstation stängde 1991 finns inga reguljära svenska rundradiosändningar på långvåg. Dagtid brukar de få kvarvarande europeiska stationerna höras. Under kvällen och natten blir signalstyrkorna bättre, och då kan man höra Nordafrika och Asien.
Det gamla sjöfartradiobandet i närheten av den tidigare internationella anrops- och nödfrekvensen 500 kHz har traditionellt också kallats långvåg, trots att detta enligt annan definition egentligen är mellanvåg.

## Ljud
Även om Low frequency kan översättas med lågfrekvens, betyder det svenska ordet lågfrekvens (LF) ofta något annat – en hörbar signal, till exempel den ljudsignal som en radiosignal förmedlar. Den sortens lågfrekvens ligger på cirka 20 Hz – 20 kHz och kallas på engelska Audio frequency (AF).